# Kryptos

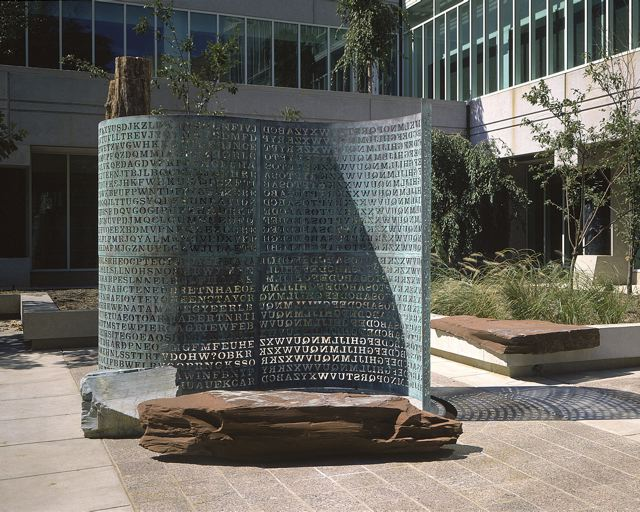
Kryptos na sede da Agência Central de Inteligência

Kryptos é uma escultura do artista estadunidense Jim Sanborn localizada no terreno da sede da Agência Central de Inteligência em Langley, VA. Desde a sua inauguração em 3 de novembro de 1990 existem especulações sobre o conteúdo das suas mensagens criptografadas na obra.
Kryptos (kryptós) é a palavra grega para "escondido".

## Soluções
Kryptos contém quatro mensagens cifradas das quais três foram solucionadas pelo especialista em computação estadunidense Jim Gillogly em 1999.

### Solução 1
Palavras de chave: Kryptos, Palimpsest
BETWEEN SUBTLE SHADING AND THE ABSENCE OF LIGHT LIES THE NUANCE OF IQLUSION

### Solução 2
Palavras de chave: Kryptos, Abscissa
IT WAS TOTALLY INVISIBLE HOWS THAT POSSIBLE ? THEY USED THE EARTHS MAGNETIC FIELD X THE INFORMATION WAS GATHERED AND TRANSMITTED UNDERGRUUND TO AN UNKNOWN LOCATION X DOES LANGLEY KNOW ABOUT THIS ? THEY SHOULD ITS BURIED OUT THERE SOMEWHERE X WHO KNOWS THE EXACT LOCATION ? ONLY WW THIS WAS HIS LAST MESSAGE X THIRTY EIGHT DEGREES FIFTY SEVEN MINUTES SIX POINT FIVE SECONDS NORTH SEVENTY SEVEN DEGREES EIGHT MINUTES FORTY FOUR SECONDS WEST X LAYER TWO
Em 2006 a solução 2 foi corrigida pelo Yahoo! Grupo Kryptos Group, depois de ser contactado por Jim Sanborn que revelou ainda um erro na sua obra.

### Solução 3
SLOWLY DESPARATLY SLOWLY THE REMAINS OF PASSAGE DEBRIS THAT ENCUMBERED THE LOWER PART OF THE DOORWAY WAS REMOVED WITH TREMBLING HANDS I MADE A TINY BREACH IN THE UPPER LEFT HAND CORNER AND THEN WIDENING THE HOLE A LITTLE I INSERTED THE CANDLE AND PEERED IN THE HOT AIR ESCAPING FROM THE CHAMBER CAUSED THE FLAME TO FLICKER BUT PRESENTLY DETAILS OF THE ROOM WITHIN EMERGED FROM THE MIST X CAN YOU SEE ANYTHING Q (?)
O texto é uma citação circunscrita e com erros ortográficos do arqueólogo e egiptólogo britânico Howard Carter que consta no seu livro de 1923 The Tomb of Tutankhamuntumba (que descreve a tumba de Tutancâmon, faraó do Antigo Egito)

### Solução 4
PRISMA
A quarta mensagem permanece não resolvida. Em novembro de 2010 Jim Sanborn revelou que as letras 64-69 NYPVTT significam BERLIN.

## Kryptos na cultura popular
A escultura é mencionada na obra O Símbolo Perdido, livro de ficção do escritor estadunidense Dan Brown e na obra A Chave de Salomão, livro de ficção do escritor português José Rodrigues dos Santos.